# Grand Unification
Dawnrazor — перший студійний альбом англійської групи Fightstar, який був випущений 13 березня 2006 року.

## Композиції
1. To Sleep — 1:36
2. Grand Unification Pt I — 3:17
3. Waste a Moment — 3:37
4. Sleep Well Tonight — 4:13
5. Paint Your Target — 3:16
6. Build an Army — 4:13
7. Here Again (Last Conversation) — 3:14
8. Lost Like Tears in Rain — 4:01
9. Open Your Eyes — 4:00
10. Mono — 6:24
11. Hazy Eyes — 3:15
12. Grand Unification Pt II — 3:56

## Учасники запису
- Чарлі Сімпсон — вокал, гітара
- Алекс Вестевей — гітара
- Ден Гей — басс
- Омар Абіді — ударні